# Blackwater (rivière de Virginie-Occidentale)
Pour les articles homonymes, voir Blackwater.
La Blackwater est une rivière longue de 55,2 km dans les monts Allegheny en Virginie-Occidentale. C'est l'une des principales tributaires de la Cheat. Ses eaux partent ensuite dans la Monongahela puis l'Ohio pour finir dans le Mississippi. Elle tient son nom de la couleur de ses eaux qui contiennent beaucoup d'acide tannique et lui donnent une teinte ambrée.

## Géographie
Le bassin versant entier se trouve dans le comté de Tucker. La source se trouve à 1 095 m d'altitude et coule d'abord vers le nord-est dans la vallée de Canaan (en) et le Parc d'État de Canaan Valley Resort. Elle reçoit deux petits affluents, la « North Branch Blackwater River » et la « Little Blackwater River ». Elle tourne ensuite vers le sud-ouest pour le reste de son tracé. Après avoir traversé la ville de Davis, elle tombe de 62 mètres aux « Blackwater Falls » et s'engage pour 13 km dans le canyon (en) qui porte son nom. Elle y forme des rapides de classe IV et V+ et y reçoit la « North Fork Blackwater River ». Finalement, elle rejoint la rivière Black Fork à Hendricks.

## Qualité de l'eau
Comme les autres rivières du même nom, la couleur de l'eau est due à la présence de tannins issus de végétaux et à la faible vitesse du courant.
Les aiguilles tombées du pruche du Canada et de l'épinette rouge contribuent principalement à cela, bien que le rhododendron, le laurier de montagne et les tourbières à sphaignes y contribuent également.

## Environnement
À partir des années 1880, la Blackwater a souffert d'une dégradation environnementale à cause de la présence de charbonnages, problème qui s'est accentué avec les mines à ciel ouvert des années 1960 et 70. Les eaux sont alors devenues très acides.
Les efforts pour réduire ce drainage minier acide ont été encouragés par l'Office of Surface Mining (en). En 2004, 19 300 km de cours d'eau des Appalaches avaient été dégradés par la combinaison des acides et des métaux. La restauration de la qualité des eaux a été coûteuse et complexe, notamment par l'ajout de calcaire qui apporte de l'alcalinité pour compenser les apports acides.

## Galerie photographique

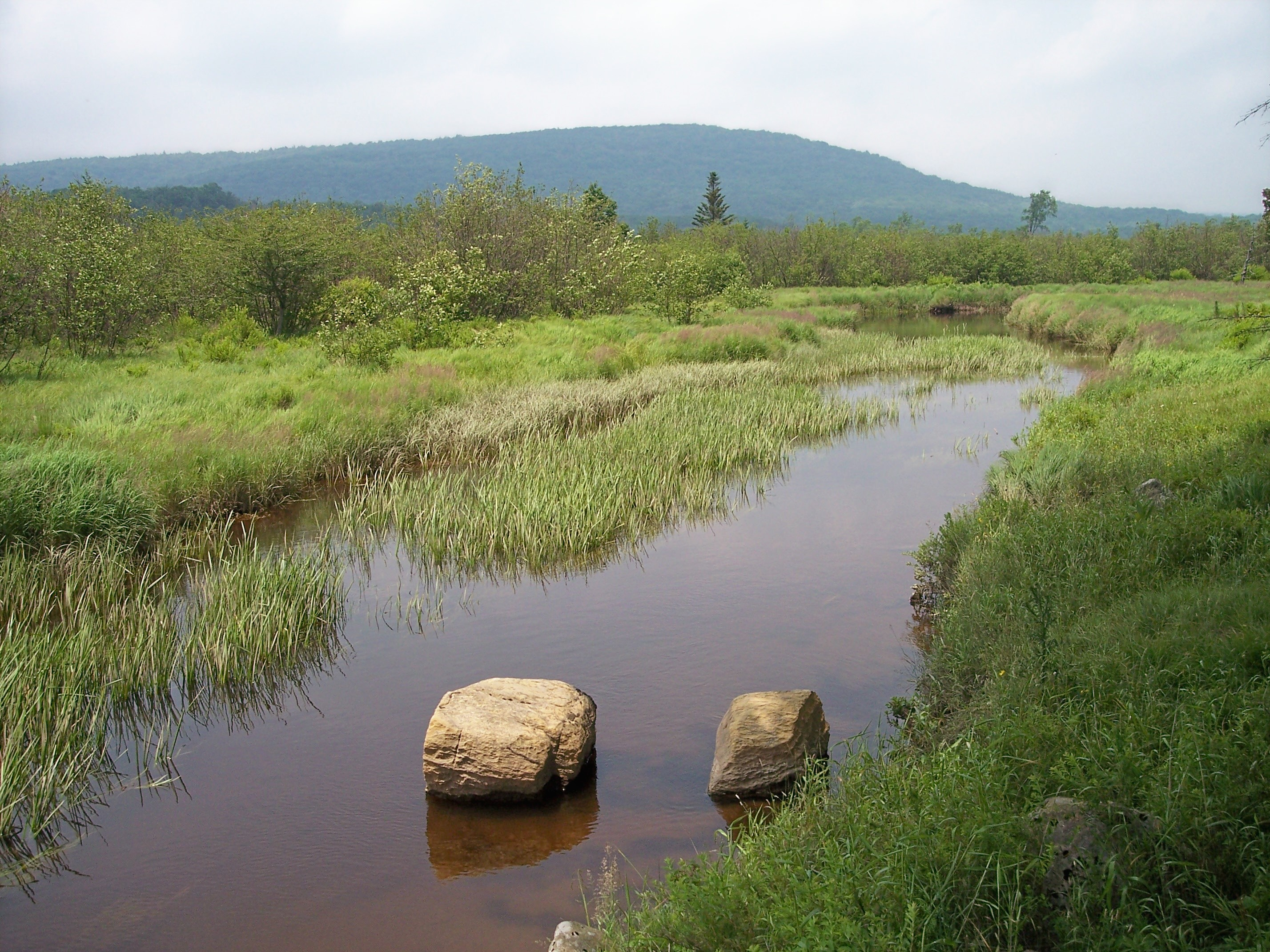
Le cours supérieur dans les marais.
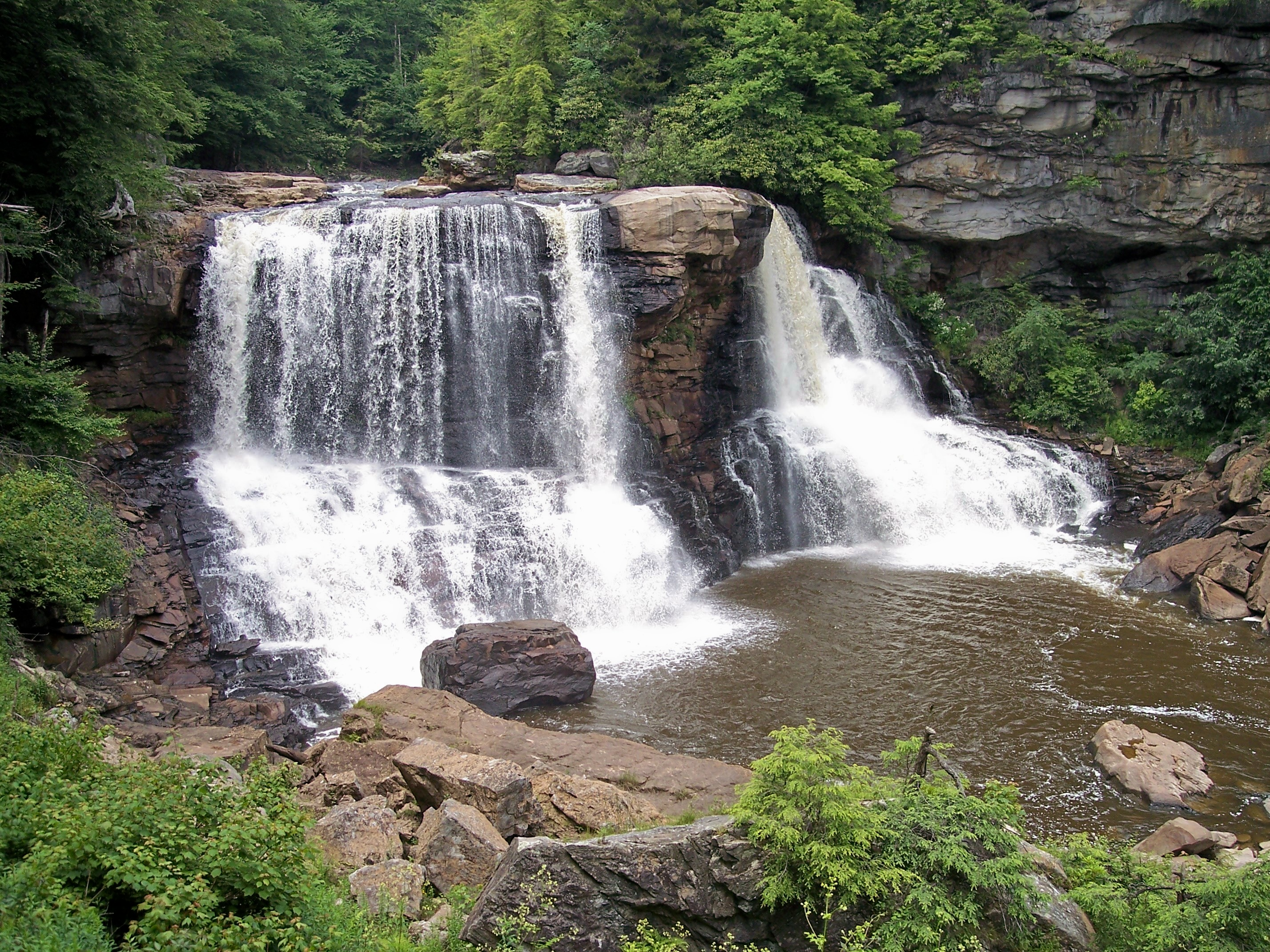
Les chutes de la Blackwater
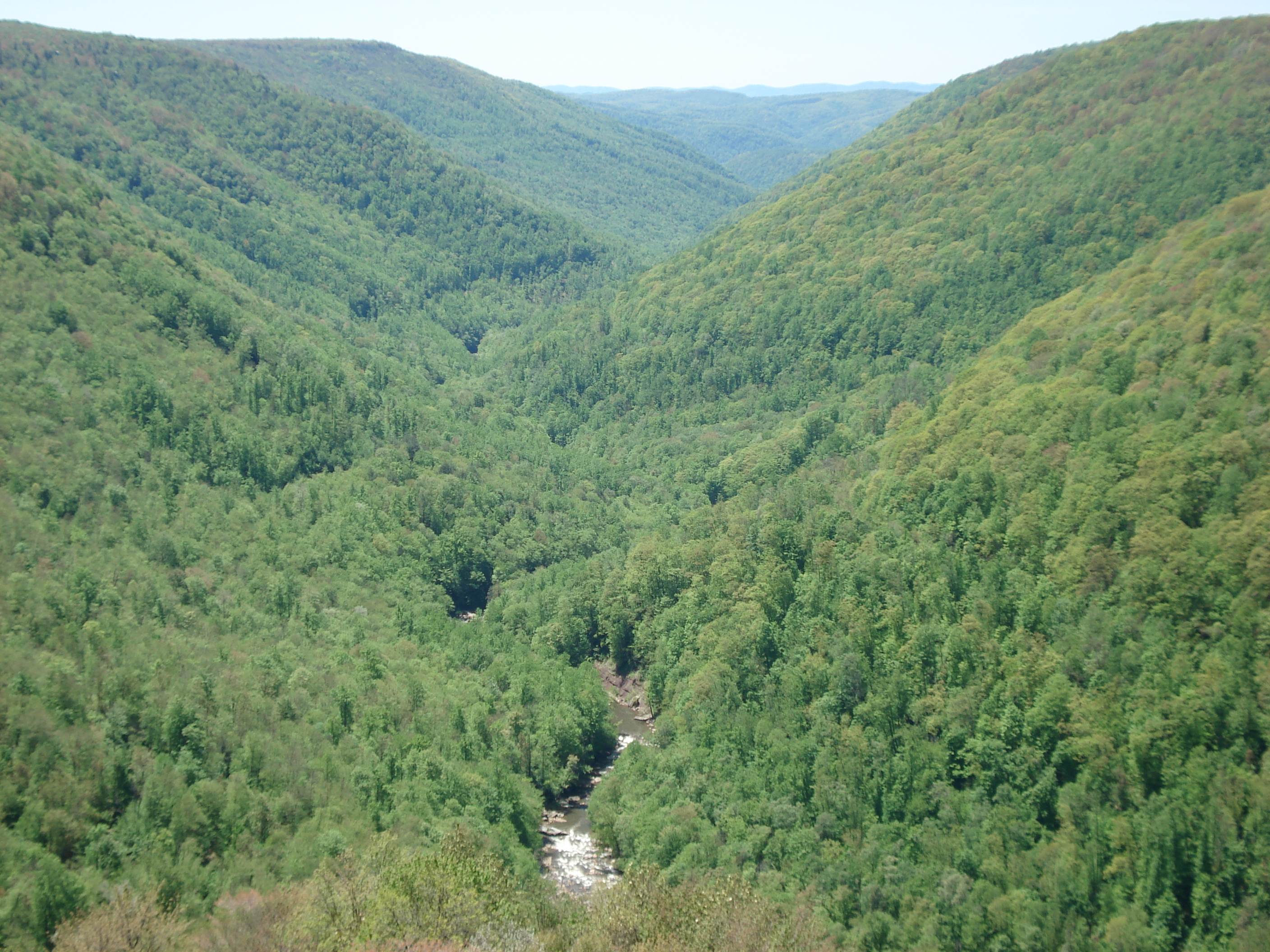
Le canyon

## Source
- (en) Cet article est partiellement ou en totalité issu de l’article de Wikipédia en anglais intitulé « Blackwater River (West Virginia) » (voir la liste des auteurs).